# Língua angkola
Angkola, ou batak angkola, é uma língua austronésia falada por cerca de 750 mil pessoas em Tapanuli Su e em Padangsidempuan no norte de Sumatra, Indonésia.

## Escrita
A língua usa o alfabeto latino sem as letras F, J, Q, V, Z.  Usam as formas Ng e Ny

## Amostra de texto
Pai Nosso  (Mateus 6:9-13)
9.Dung i mangkuling ma Debata, “Marpungu ma aek na di toru ni langit i tu sada inganan, lopus tarida tano i” gabe jadi ma songon i.
10.	Digoari Debata ma tano i “Darat”, jana parpunguan ni aek i digoari Ia ma “Laut”. Jana denggan ma sudena i diida Debata.
11.	Dung i mangkuling ma Debata, “Dipartubuhon tano ma sude ragam ni suan-suanan, i ma na marboni dohot na marbatu” – gabe tarjadi ma songon i.
12.	Songon i ma dipartubuhon tano i sudena ragam ni suan-suanan. Jana denggan ma sudena i diida Debata.
13.	Salpu ma borngin jana torang ma ari – i ma ari patoluhon.
Português
9. Assim, portanto, orai: Pai nosso que estás nos céus, santificado seja o teu nome.
10. Venha o teu reino. Seja feita a tua vontade assim na terra como no céu.
11. Dá-nos hoje o pão nosso de cada dia.
12. E perdoa-nos as nossas dívidas, assim como nós perdoamos aos nossos devedores.
13. E não nos deixes cair em tentação, mas livra-nos do mal, porque teu é o reino, e o poder, e a glória, para sempre. Amem.